# Arne Naudts
Arne Naudts (Gent, 27 november 1993) is een voetballer afkomstig uit België die bij voorkeur als aanvaller speelt.

## Carrière

### Clubcarrière
Naudts stroomde in 2010 door vanuit de jeugd van Cercle Brugge. In 2013 leende de club hem twee keer uit: in de tweede helft van het seizoen 2012/13 aan KSV Oudenaarde, in de eerste helft van het seizoen 2013/14 aan RC Mechelen. In januari 2014 haalde Cercle Brugge hem terug om het seizoen in het Jan Breydelstadion vol te maken. Het jaar nadien speelde hij opnieuw op uitleenbasis, dit keer bij KMSK Deinze, waar hij in 32 competitiematchen elf keer tot scoren kwam. Na de degradatie van Cercle Brugge naar de Proximus League sloot Naudts weer aan bij de kern van de Brugse vereniging.
Op 12 juli 2017 verliet Naudts Cercle Brugge en ging hij voetballen bij Helmond Sport in de Nederlandse Jupiler League. Daar was hij twee seizoenen lang een vaste waarde. In 2018 werd hij bekroond met de titel langzaamste speler van de competitie. In juni 2019 stapte hij transfervrij over naar SpVgg Unterhaching uit de 3. Liga, maar amper een maand later verliet hij de club alweer voor Lommel SK omdat de afstand naar de club te groot was voor hem. In oktober 2020 tekende Naudts bij MVV Maastricht. in 2021 verliet hij MVV voor het Belgische Patro Eisden Maasmechelen

## Statistieken
| seizoen | club               | land      | competitie              | wed. | goals |
| ------- | ------------------ | --------- | ----------------------- | ---- | ----- |
| 2010/11 | Cercle Brugge      | België    | Jupiler Pro League      | 1    | 0     |
| 2010/11 | Cercle Brugge      | België    | Play-Off II A           | 3    | 0     |
| 2011/12 | Cercle Brugge      | België    | Jupiler Pro League      | 7    | 0     |
| 2011/12 | Cercle Brugge      | België    | Play-Off II A           | 4    | 0     |
| 2012/13 | Cercle Brugge      | België    | Jupiler Pro League      | 3    | 0     |
| 2012/13 | → KSV Oudenaarde   | België    | Tweede klasse           | 12   | 1     |
| 2013/14 | Cercle Brugge      | België    | Jupiler Pro League      | 9    | 1     |
| 2013/14 | Cercle Brugge      | België    | Play-Off II             | 5    | 0     |
| 2013/14 | → RC Mechelen      | België    | Derde klasse            | 19   | 10    |
| 2014/15 | → KMSK Deinze      | België    | Derde klasse            | 32   | 11    |
| 2015/16 | Cercle Brugge      | België    | Proximus League         | 31   | 8     |
| 2016/17 | Cercle Brugge      | België    | Proximus League         | 30   | 3     |
| 2017/18 | Helmond Sport      | Nederland | Eerste divisie          | 27   | 11    |
| 2018/19 | Helmond Sport      | Nederland | Keuken Kampioen Divisie | 28   | 6     |
| 2019/20 | SpVgg Unterhaching | Duitsland | 3. Liga                 | 0    | 0     |
| 2019/20 | Lommel SK          | België    | Eerste klasse B         | 21   | 1     |
| 2020/21 | MVV Maastricht     | Nederland | Keuken Kampioen Divisie | 32   | 9     |
| Totaal  | Totaal             | Totaal    | Totaal                  | 264  | 61    |

Bijgewerkt t/m 6 Oktober 2020